# مسئله مقدار مرزی
مسئله مقدار مرزی عنوان دسته‌ای از مسائل ریاضیات است که در آن‌ها به حل معادلات دیفرانسیلی می‌پردازند که پاسخ معادله می‌باید در نقاط مرزیِ یک مجموعهٔ مفروض، شرایط مشخص‌شده را دارا باشد.
جواب یک مسئله مقدار مرزی، پاسخی از معادله‌ی دیفرانسیل است که شرایط مرزی مسئله را ارضا می‌کند. مسائل مقدار مرزی در شاخه‌های مختلفی از فیزیک ظاهر می‌شوند. مسائلی شامل معادلات موج، مثلاً یافتن مدهای نرمال اغلب به عنوان یک مسئله‌ی مقدار مرزی شناخته می‌شود. دسته‌ی بزرگی از مسائل مهم مقدار مرزی، مسئله‌های اشتورم- لیوویل هستند. 

## مثال
مثالی از یک مسئلهٔ مقدار مرزی به صورت
{\displaystyle y''(x)+y(x)=0\,}
را در نظر بگیرید که هدف حل آن برای یافتن تابع مجهول {\displaystyle y(x)} با استفاده از شرایط اولیهٔ
{\displaystyle y(0)=0,\ y(\pi /2)=2.}
است. بدون داشتن شرایط مرزی، جواب عمومی معادله به صورت زیر قابل محاسبه است:
{\displaystyle y(x)=A\sin(x)+B\cos(x).\,}
با در نظر گرفتن شرط {\displaystyle y(0)=0}
{\displaystyle 0=A\cdot 0+B\cdot 1}
که نتیجه می‌دهد {\displaystyle B=0}؛ و با توجه به شرط {\displaystyle y(\pi /2)=2} داریم:
{\displaystyle 2=A\cdot 1}
پس {\displaystyle A=2}. همان‌طور که مشخص است، با اعمال شرایط مرزی از جواب عمومی به یک جواب اختصاصی رسیدیم که در این مورد به صورت زیر خواهد بود: 
{\displaystyle y(x)=2\sin(x).\,}
معادلات دیفرانسیل، شرایط مرزی به آن دسته از شرایطی گفته می‌شود که در یک مسئله مقدار مرزی اعمال می‌شود.

## شرایط مرزی
شرایط مرزی در معادلات دیفرانسیل به آن دسته از شرایطی گفته می‌شود که روی پاسخ معادله در مرزها اعمال می‌شود.

## شرط مرزی دیریکله
شرط مرزی دیریکله یا شرط مرزی نوع اول   ، دسته‌ای از شرایط مرزی است که به افتخار دیریکله هنگامی که این شرط را بر معادلات دیفرانسیل جزئی و معادلات دیفرانسیل عادی اعمال کرد تا جواب مسئله را پیدا کند، نام‌گذاری شده است.  در علوم کاربردی به شرط مرزی دیریکله، شرط مرزی ثابت نیز گفته می‌شود. 
{\displaystyle Lu=f}
در ناحیه
{\displaystyle \Omega \subset R^{n}}
{\displaystyle u=g}
روی ناحیه {\displaystyle \partial \Omega }

### شرط مرزی دیریکله در معادلات دیفرانسیل عادی
معادله‌ی دیفرانسیل عادی زیر را در نظر بگیرید.
{\displaystyle y''(x)+y(x)=0}
شرط مرزی دیریکله برای این معادله برای {\displaystyle x\in [a,b]} به فرم زیر است.
{\displaystyle y(a)=\alpha }
{\displaystyle y(b)=\beta }
که {\displaystyle \alpha } و {\displaystyle \beta } مقادیر ثابت اند.

### شرط مرزی دیریکله در معادلات دیفرانسیل جزئی
معادله‌ی دیفرانسیل جزئی زیر را در نظر بگیرید. 
{\displaystyle \nabla ^{2}y+y=0}
که در این‌جا {\displaystyle \nabla ^{2}} عملگر لاپلاسین است. شرط مرزی دیریکله روی ناحیه‌ی {\displaystyle \Omega } به فرم زیر است.
{\displaystyle y(x)=f(x)}
f(x) تابعی است که روی {\displaystyle \partial \Omega } تعریف می‌شود.

## شرط مرزی نویمن
شرط مرزی نویمن، دسته‌ی دیگری از شرایط مرزی است که پس از نویمن به خاطر تلاش‌هایش برای حل معادلات دیفرانسیل جزئی و عادی با اعمال این شرط بر روی مشتق پاسخ نام‌گذاری شده است.

### شرط مرزی نویمن در معادلات دیفرانسیل عادی
برای معادله‌ی دیفرانسیل عادی {\displaystyle y''+p(x)y'+q(x)y=0} شرط مرزی نویمن در بازه‌ی [a,b] به فرم {\displaystyle y'(a)=\alpha } و {\displaystyle y'(b)=\beta }است، که {\displaystyle \alpha } و {\displaystyle \beta } مقادیر ثابت اند.

### شرط مرزی نویمن در معادلات دیفرانسیل جزئی
در معادله‌ی دیفرانسیل جزئی {\displaystyle \nabla ^{2}y+y=0} که {\displaystyle \nabla ^{2}} عملگر لاپلاسین است، شرط مرزی نویمن به صورت زیر است. 
{\displaystyle {\frac {\partial y(x)}{\partial n}}=f(x)}
{\displaystyle \forall x\in \partial \Omega }
که n بردار نرمال سطح {\displaystyle \partial \Omega } و f(x) تابع اسکالر است.مشتق جهتی طبق رابطه‌ی زیر تعریف می‌شود:
{\displaystyle {\frac {\partial y(x)}{\partial n}}=\nabla y(x).{\hat {n}}(x)}
که {\displaystyle \nabla } عملگر گرادیان است.

## شرط مرزی روبین
شرط مرزی روبین پس از تلاش‌های ویکتور گوستاو روبین، برای حل معادلات دیفرانسیل عادی و جزئی با شرط مرزی‌ای که ترکیب خطی از پاسخ و مشتق پاسخ است، به نام روبین نام‌گذاری کرده‌اند.
شرط مرزی روبین ترکیبی از شرط مرزی دیریکله و شرط مرزی نیومن است. به شرط مرزی روبین، شرط مرزی امپدانس نیز گفته می‌شود. این نام‌گذاری به علت کاربردهای این شرط در الکترومغناطیس صورت گرفته است.

### شرط مرزی روبین در معادلات دیفرانسیل
اگر {\displaystyle \Omega } ناحیه‌ی تعریف معادله‌ی دیفرانسیل {\displaystyle u''(x)+p(x)u'(x)+q(x)u(x)=0}و {\displaystyle \partial \Omega } مرز آن باشد، شرط مرزی روبین عبارت است از:
{\displaystyle au+b{\frac {\partial u}{\partial n}}=g}
ثوابت a و b غیرصفر هستند و تابع g روی {\displaystyle \partial \Omega } تعریف شده است. u پاسخی از معادله‌ی دیفرانسیل روی {\displaystyle \Omega } است و {\displaystyle {\frac {\partial u}{\partial n}}} مشتق جهتی روی {\displaystyle \partial \Omega } است. درحالت عمومی a و b می‌توانند تابع باشند.

#### مثال
در یک بعد {\displaystyle \Omega =[1,0]}، شرط مرزی روبین به فرم زیر درمی‌آید.
{\displaystyle au(0)-bu'(0)=g(0)}
{\displaystyle au(1)+bu'(1)=g(1)}

## مسئله‌های مقدار مرزی و معادلات انتگرال
مسائل مقدار مرزی در معادلات دیفرانسیل عادی به معادلات انتگرال فردهلم منجر می‌شود .
معادله‌ی دیفرانسیل عادی زیر را در نظر بگیرید. می‌خواهیم این معادله را به همراه شرایط مرزی‌اش به یک معادله‌ی انتگرال تبدیل کنیم.
{\displaystyle y''(x)+A(x)y'(x)+B(x)y(x)=0}
{\displaystyle y(a)=y_{0},y(b)=y_{1}}
با انتگرال‌گیری از طرفین معادله‌ی بالا از a تاx و استفاده از شرط مرزی{\displaystyle y(a)=y_{0}} مشاهده می‌کنیم 
{\displaystyle y'(x)=C+\int _{a}^{x}F(x')dx'-A(x)y(x)+A(a)y_{0}+\int _{a}^{x}[A'(x')-B(x')]y(x')dx'}
در این‌جا C ثابت انتگرال‌گیری است. با دوباره انتگرال گرفتن از رابطه‌ی بالا داریم:
{\displaystyle y(x)-y_{0}=[C+A(a)y_{0}](x-a)+\int _{a}^{x}\int _{a}^{x_{2}}F(x')dx'dx_{2}-\int _{a}^{x}A(x')y(x')dx'+\int _{a}^{x}\int _{a}^{x_{2}}[A'(x')-B(x')]y(x')dx'dx_{2}}
با تبدیل انتگرال دوگانه بالا به انتگرال یگانه داریم: 
{\displaystyle y(x)-y_{0}=[C+A(a)y_{0}](x-a)+\int _{a}^{x}(x-t)F(t)dt-\int _{a}^{x}\{A(t)-(x-t)[A'(t)-B(t)]\}y(t)dt}
ثابت C در این معادله می‌تواند با استفاده از شرط مرزی {\displaystyle y(b)=y_{1}} تعیین شود. در نهایت فرم معادله انتگرال فردهلم برای مسئله‌ی مقدار مرزی به شکل زیر است.
{\displaystyle y(x)=y_{0}+\int _{a}^{x}(x-t)F(t)dt+[{\frac {x-a}{b-a}}][(y_{1}-y_{0})-\int (b-t)F(t)dt]-\int _{a}^{x}\{A(t)-(x-t)(A'(t)-B(t))\}y(t)dt+\int [{\frac {x-a}{b-a}}]\{A(t)-(b-t)[A'(t)-B(t)]\}y(t)dt}
که این معادله را میتوان به فرم {\displaystyle y(x)=f(x)+\int K(x,t)y(t)dt} نوشت.در این رابطه تابع f(x) به شکل زیر است:
{\displaystyle f(x)=y_{0}+\int _{a}^{x}(x-t)F(t)dt+[{\frac {x-a}{b-a}}][(y_{1}-y_{0})-\int (b-t)F(t)dt]}
و {\displaystyle K(x,t)} هسته‌ی معادله انتگرال به صورت زیر تعریف می‌شود.
{\displaystyle x<t:}
{\displaystyle K(x,t)=({\frac {x-a}{b-a}})(A(t)-(b-t)[A'(t)-B(t)])}
{\displaystyle x>t:}
{\displaystyle K(x,t)=A(t)\{[{\frac {x-a}{b-a}}]-1\}-[A'(t)-B(t)][{\frac {(t-a)(b-x)}{b-a}}]}